# Хамзалийски манастир
Хамзалийският манастир „Св. св. Климент и Наум Охридски“ (на македонска литературна норма: Хамзалиски манастир „Светите Климент и Наум Охридски“) е мъжки манастир в струмишкото село Хамзали, Северна Македония, част от Струмишка епархия на неканоничната Македонска православна църква.
Манастирът е разположен в подножието на Огражден, на 17 километра от Струмица, на мястото на старото село Хамзали. Основан е в 2001 година, когато е построена църквата във византийски стил. Иконостасът следва традицията на раннохристиянските базилики. В 2003 година е издигнат монашеският конак с вътрешен параклис, посветен на преподобния Григорий Палама.